# 3578 Carestia
3578 Carestia è un asteroide della fascia principale del diametro medio di circa 57,8 km. Scoperto nel 1977, presenta un'orbita caratterizzata da un semiasse maggiore pari a 3,2111488 UA e da un'eccentricità di 0,2112114, inclinata di 21,30835° rispetto all'eclittica.